# 風流島
風流島（たわれじま）は熊本県宇土市住吉町の有明海に浮かぶ島である。「たばこ島」「はだか島」ともいう。平安時代からの歌枕として知られる。

## 概要
島原湾の緑川河口、宇土市住吉町の住吉神社から約400メートル北方の海中に位置する。
東西約65m、南北約40m、高さ9.4m、直径10数m、外周約50m、面積約1200m2の無人の岩礁である。
波による侵食はほとんどなく、島の大きさは平安時代とほぼ変わっていないとみられている。
島の頂上には、「住吉神社」と書かれた鳥居が建つ。
三角大矢野海辺県立自然公園に含まれる住吉自然公園に属する。昭和33年（1958年）、住吉公園として宇土市指定史跡に指定されている。

## 歴史
地方の岩礁にすぎない小さな島ではあるが、著名な古典文学である『伊勢物語』や『枕草子』にもその名が記されるなど、これらの作品が著された平安期において、島の存在は都にまで知られていた。
- 『伊勢物語』[9] 六十一段
「名にしおはゞ　あだにぞあるべき　たはれ島　浪のぬれぎぬ　着るといふなり」
- 『枕草子』[10] 百九十段
「島は八十島　浮島　たはれ島　絵島　松が浦島　豊浦の島　まがきの島」
- 『後撰和歌集』 巻第十九 羇旅　詠み人知らず
「名にしおはゞ　あだにぞ思ふ　たはれ島　浪のぬれぎぬ　いく夜着つらん」
- 『後撰和歌集』 巻第十五 雜歌一　朝綱朝臣[11]
「まめなれど　あだ名は立ちぬ　たはれ島　よる白波を　ぬれ衣にきて」

平安時代に、この岩礁が都の貴族階級にも知られていたのは、国司などが熊本へ赴く場合、海路、有明海から緑川河口を通るが、緑川河口に浮かぶ風流島が航路の目印となっていたからだと考えられている。
さらに、平安以降も、次のような歌が残されている。
- 『夫木和歌抄』　小宰相[13]
「たはれ島　波のぬれぎぬ　きる人の　思ひを見せて　とふ蛍かな」
- 『松葉集』　詠み人知らず
「恋といへば　あだなる浪の　たはれ島　たはふれにくき　までにかけつゝ」
- 『小名寄』
「たはれ島　あだし名におふ　君ゆへに　波のぬれぎぬ　われもきぬめり」
- 『挙白集』
「住む人は　いで心せよ　たはれ島　ありてふものを　波のぬれぎぬ」

なお、同じく宇土には歌枕として「宇土の小島」があるが、一説には風流島のことであるとされる。

## 交通
住吉自然公園の現地案内板付近まで
- JR九州三角線住吉駅より徒歩約20分
- 九州産交バス住吉宮の前バス停より徒歩約10分